# Letnie Igrzyska Olimpijskie 1956
XVI Letnie Igrzyska Olimpijskie (oficjalnie Igrzyska XVI Olimpiady) odbyły się w 1956 roku w Melbourne (Australia), zaś konkurencje hippiczne w Sztokholmie (Szwecja).
Po raz pierwszy igrzyska olimpijskie odbyły się na kontynencie australijskim. Ze względu na zawirowania polityczne wiele państw zrezygnowało z wysłania swoich reprezentacji: Hiszpania, Holandia, Szwajcaria – jako sprzeciw wobec inwazji Związku Radzieckiego na Węgry, natomiast Egipt, Irak i Libia ze względu na kryzys sueski, a Chińska Republika Ludowa w proteście przeciwko uczestnictwu w igrzyskach reprezentacji Tajwanu. Z powodu odwróconych pór roku na południowej półkuli igrzyska rozpoczęły się dopiero w listopadzie (najpóźniej w historii), a ze względu na duże odległości i trudności transportowe (długi okres obowiązującej wówczas w Australii kwarantanny dla zwierząt) konkurencje jeździeckie rozegrano w Sztokholmie pół roku wcześniej. Wschodnie i Zachodnie Niemcy wystąpiły we wspólnej, niemieckiej reprezentacji pod flagą olimpijską. Po raz pierwszy odbyła się ceremonia zamknięcia igrzysk, podczas której zawodnicy maszerowali bez podziału na zespoły narodowe.

## Wybór organizatora
Decyzja o wyborze gospodarzy zarówno letnich jak i zimowych igrzysk olimpijskich w roku 1956 podjęta została podczas 43. sesji Międzynarodowego Komitetu Olimpijskiego, która odbyła się w dniach od 25 do 28 kwietnia 1949 roku w Rzymie. 
O prawo organizacji Igrzysk XVI Olimpiady ubiegało się 10 miast. Najwięcej aplikacji pochodziło ze Stanów Zjednoczonych, gdzie chęć goszczenia zawodów wyraziły: Chicago, Detroit, Filadelfia, Los Angeles, Minneapolis oraz San Francisco. Listę kandydatów uzupełniały stolica Meksyku, kanadyjski Montreal, argentyńskie Buenos Aires oraz australijskie Melbourne, które było jedyną propozycją spoza Ameryki. Meksyk, Melbourne oraz San Francisco o prawo organizacji igrzysk olimpijskich starały się po raz pierwszy w historii. Dla kandydatury Buenos Aires było to drugie podejście (po przegranym głosowaniu o prawo goszczenia zawodów w 1936 roku). Pozostałe miasta w swojej przeszłości wielokrotnie zgłaszały chęć organizacji letnich igrzysk olimpijskich (a w przypadku Montrealu i Minneapolis także zimowych). Chicago oraz Los Angeles w przeszłości były już wybierane na organizatorów tych imprez (kolejno w 1904 i 1932 roku). 
Głosowania w ramach 43. sesji MKOl odbyły się 28 kwietnia. W pierwszej turze odpadły oferty Montrealu i San Francisco (0 głosów) oraz Minneapolis i Filadelfii (1 głos). W drugim głosowaniu członkowie komitetu olimpijskiego odrzucili kandydaturę Meksyku (3 głosy), natomiast w trzecim odpadły Detroit (4 głosy) i Los Angeles (5 głosów). Do ostatniej fazy przeszły aplikacje Melbourne (która prowadziła we wszystkich dotychczasowych głosowaniach zdobywając kolejno 14, 18 i 19 głosów) oraz Buenos Aires (z dotychczasowym poparciem na poziomie 9, 12 i 13 głosów). W ostatniej turze propozycja Melbourne po raz kolejny uzyskała największe uznanie (21 głosów), wygrywając z kandydaturą argentyńską dzięki przewadze jednego głosu.
| Wybory organizatora Igrzysk XVI Olimpiady (wyniki głosowania) | Wybory organizatora Igrzysk XVI Olimpiady (wyniki głosowania) | Wybory organizatora Igrzysk XVI Olimpiady (wyniki głosowania) | Wybory organizatora Igrzysk XVI Olimpiady (wyniki głosowania) | Wybory organizatora Igrzysk XVI Olimpiady (wyniki głosowania) | Wybory organizatora Igrzysk XVI Olimpiady (wyniki głosowania) |
| ------------------------------------------------------------- | ------------------------------------------------------------- | ------------------------------------------------------------- | ------------------------------------------------------------- | ------------------------------------------------------------- | ------------------------------------------------------------- |
| Miasto                                                        | Państwo                                                       | Runda 1                                                       | Runda 2                                                       | Runda 3                                                       | Runda 4                                                       |
| Melbourne                                                     | Australia                                                     | 14                                                            | 18                                                            | 19                                                            | 21                                                            |
| Buenos Aires                                                  | Argentyna                                                     | 9                                                             | 12                                                            | 13                                                            | 20                                                            |
| Los Angeles                                                   | Stany Zjednoczone                                             | 5                                                             | 4                                                             | 5                                                             | —                                                             |
| Detroit                                                       | Stany Zjednoczone                                             | 2                                                             | 4                                                             | 4                                                             | —                                                             |
| Meksyk                                                        | Meksyk                                                        | 9                                                             | 3                                                             | —                                                             | —                                                             |
| Chicago                                                       | Stany Zjednoczone                                             | 1                                                             | —                                                             | —                                                             | —                                                             |
| Minneapolis                                                   | Stany Zjednoczone                                             | 1                                                             | —                                                             | —                                                             | —                                                             |
| Filadelfia                                                    | Stany Zjednoczone                                             | 1                                                             | —                                                             | —                                                             | —                                                             |
| San Francisco                                                 | Stany Zjednoczone                                             | 0                                                             | —                                                             | —                                                             | —                                                             |
| Montreal                                                      | Kanada                                                        | 0                                                             | —                                                             | —                                                             | —                                                             |

## Państwa uczestniczące

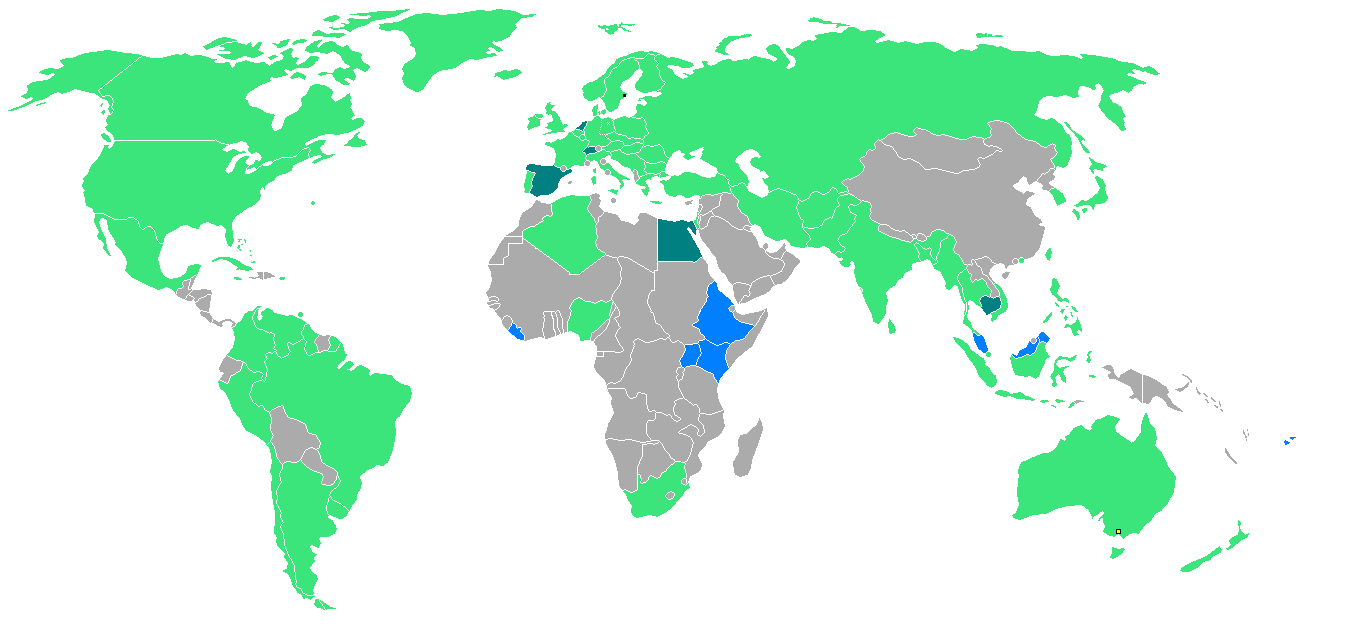
Państwa uczestniczące

| - Afganistan - Argentyna - Australia - Austria - Bahamy - Belgia - Bermudy - Birma - Borneo Północne - Brazylia - Bułgaria - Cejlon - Chile - Republika Chińska - Czechosłowacja - Dania - Etiopia - Fidżi - Filipiny - Finlandia - Francja - Grecja - Gujana Brytyjska | - Hongkong - Indie - Indonezja - Iran - Irlandia - Islandia - Izrael - Jamajka - Japonia - Jugosławia - Kanada - Kenia - Kolumbia - Korea Południowa - Kuba - Liberia - Luksemburg - Federacja Malajska - Meksyk - Niemcy - Nigeria - Norwegia | - Nowa Zelandia - Pakistan - Peru - Polska - Portoryko - Portugalia - Rumunia - Singapur - Stany Zjednoczone - Szwecja - Tajlandia - Trynidad i Tobago - Turcja - Uganda - Urugwaj - Wenezuela - Węgry - Wielka Brytania - Wietnam Południowy - Włochy - Związek Południowej Afryki - ZSRR |

Na Igrzyskach w Melbourne zadebiutowało 7 państw: Etiopia, Federacja Malajska, Fidżi, Kambodża, Kenia, Liberia i Borneo Północne (obecnie stan Malezji).

### Państwa uczestniczące jedynie w zawodach jeździeckich w Sztokholmie
| - Egipt - Hiszpania - Holandia - Kambodża - Szwajcaria |

## Dyscypliny główne
| - boks (szczegóły) - gimnastyka (szczegóły) - hokej na trawie (szczegóły) - jeździectwo (szczegóły) - kajakarstwo (szczegóły) - kolarstwo (szczegóły) - koszykówka (szczegóły) - lekkoatletyka (szczegóły) - pięciobój nowoczesny (szczegóły) - piłka nożna (szczegóły) |  | - piłka wodna (szczegóły) - pływanie (szczegóły) - podnoszenie ciężarów (szczegóły) - skoki do wody (szczegóły) - strzelectwo (szczegóły) - szermierka (szczegóły) - wioślarstwo (szczegóły) - zapasy (szczegóły) - żeglarstwo (szczegóły) |

### Dyscypliny pokazowe
- baseball (szczegóły)
- futbol australijski (szczegóły)

## Statystyka medalowa
| Klasyfikacja medalowa              |                   |       |        |      |       |
| Lp.                                | Państwo           | złoto | srebro | brąz | razem |
| 1                                  | ZSRR              | 37    | 29     | 32   | 98    |
| 2                                  | Stany Zjednoczone | 32    | 25     | 17   | 74    |
| 3                                  | Australia         | 13    | 8      | 14   | 35    |
| 4                                  | Węgry             | 9     | 10     | 7    | 26    |
| 5                                  | Włochy            | 8     | 8      | 9    | 25    |
| 6                                  | Szwecja           | 8     | 5      | 6    | 19    |
| 7                                  | Niemcy            | 6     | 13     | 7    | 26    |
| 8                                  | Wielka Brytania   | 6     | 7      | 11   | 24    |
| 9                                  | Rumunia           | 5     | 3      | 5    | 13    |
| 10                                 | Japonia           | 4     | 10     | 5    | 19    |
| ...                                | ...               | ...   | ...    | ...  | ...   |
| 17                                 | Polska            | 1     | 4      | 4    | 9     |
| Zobacz pełną klasyfikację medalową |                   |       |        |      |       |

## Medale zdobyte przez Polaków

### Złote
- Elżbieta Krzesińska – skok w dal

### Srebrne
- Janusz Sidło – rzut oszczepem
- Jerzy Pawłowski – szermierka – szabla indywidualnie
- Marian Kuszewski, Zygmunt Pawlas, Jerzy Pawłowski, Andrzej Piątkowski, Wojciech Zabłocki, Ryszard Zub – szermierka – szabla, drużynowo
- Adam Smelczyński – strzelectwo – trap

### Brązowe
- Henryk Niedźwiedzki – boks – waga piórkowa
- Zbigniew Pietrzykowski – boks – waga lekkośrednia
- Barbara Ślizowska, Lidia Szczerbińska, Dorota Horzonkówna, Natalia Kotówna, Helena Rakoczy – gimnastyka – ćwiczenia z przyborem, drużynowo
- Marian Zieliński – podnoszenie ciężarów – waga piórkowa